# Friedrich Küchenmeister
Gottlob Friedrich Heinrich Küchenmeister, född 22 januari 1821 i Buchheim (numera ingående i Bad Lausick), död 13 april 1890 i Dresden, var en tysk läkare.
Küchenmeister blev medicine doktor 1846 och bosatte sig 1859 i Dresden. Han är berömd för sina undersökningar över inälvsmaskarna och var den förste, som lärde känna bandmaskens utveckling (Versuche über die Metamorphose der Finnen in Bandwurmer, 1852). Bland hans övriga skrifter märks Die in und an dem Körper des lebenden Menschen vorkommenden Parasiten (1855–1856; tredje upplagan 1878–1879).